# Boeing 377 Stratocruiser
Boeing 377 Stratocruiser («Стратокрузер») — американский четырёхмоторный дальнемагистральный авиалайнер.

## Разработка С-97 Stratofreighter
Когда фирма «Boeing» разработала во время Второй мировой войны свой знаменитый B-29 Superfortress («Суперкрепость»), стало очевидно, что это не просто очень удачный бомбардировщик, но и самолёт, способный дать рождение новому направлению в авиастроении. Вскоре после запуска в строй B-29 ВВС США и компания «Boeing» пришли к договорённости о начале работ над новым транспортным самолётом, и вскоре в небо поднялся C-97 Stratofreighter. В этом самолёте были применены крыло, двигатели и хвостовое оперение от B-50 Superfortress (глубокой модификации B-29), но фюзеляж был спроектирован заново, сохранив обводы фюзеляжа бомбардировщика в нижней части. Получившийся самолёт поражал всех своими невероятными размерами. Несмотря на тупой нос, расчётная скорость у этой машины была такой же, как у B-29. Хотя Stratofreighter был сделан в строгом соответствии со спецификацией военного ведомства и был военным транспортным самолётом, в «Boeing» понимали, что война близится к концу, и стали искать новые применения для этой машины.
Во время службы в ВВС США бомбардировщиков Boeing B-47 Stratojet, для их дозаправки в воздухе были созданы заправщики KC-97, имевшие штангу для дозаправки. Они имели грузовую кабину, большую дверь слева, и могли также перевозить грузы или личный состав. Всего было закуплено 816 этих самолётов. Они имели раздельные топливные системы для питания поршневых двигателей самолёта (бензин) и для заправки реактивных самолётов (керосин). Для увеличения скорости и потолка на самолёт дополнительно ставили два реактивных двигателя J-47.

## Разработка и эксплуатация 377 Stratocruiser
Авиакомпания Pan American World Airways проявила заинтересованность в пассажирском аналоге Stratofreighter, но потребовала переработать его, установив новые двигатели. Получив заверения, что авиакомпания купит новые машины, Боинг переделала самолёт в соответствии с требованиями заказчика, установив, помимо новых двигателей, систему антиобледенения; применила в конструкции новые лёгкие сплавы и переработала хвостовое оперение. Внутреннее пространство было преобразовано в двухпалубный салон с люксовой мебелью и спиральной лестницей, ведущей в бар, расположенный на нижней палубе.
Boeing 377 Stratocruiser совершил свой первый полёт 8 июля 1947 года.
В июне 1946 года авиакомпания Pan American отменила свои заказы на Douglas DC-7, заказав вместо них двадцать 377-х. Первая машина начала полёты 1 апреля 1949 года. На тот момент это был самый большой, самый быстрый и, без сомнения, самый комфортабельный авиалайнер в мире. Вскоре последовали заказы от авиакомпаний Northwest Orient Airlines, American Overseas Airlines, SAS, BOAC и United Air Lines (UAL). Для NOA и UAL самолёты были несколько доработаны; самым заметным изменением была установка прямоугольных окон. Но тем не менее общее число заказанных 377-х ограничилось 56. Основной причиной низкой заинтересованности авиакомпаний в этом интересном самолёте была его сложность в обслуживании и относительная ненадёжность. Часто рейсы отменялись, и самолёт долгое время находился на земле для устранения неполадок.
Stratocruiser в основном использовался на трансатлантических линиях и других международных маршрутах, где требовался сервис первого класса. Эти самолёты прослужили до конца 1950-х, а в начале 1960-х на смену им пришли первые реактивные авиалайнеры. Многие снятые с коммерческих линий машины были переработаны в «Guppy», транспортные самолёты с увеличенным фюзеляжем, которые использовались для перевозки деталей ракет и других крупногабаритных грузов. Остальные использовались в ВВС Израиля в качестве транспортных самолётов.

## Лётно-технические характеристики
Источник данных: «Уголок неба»

Технические характеристики
- Экипаж: 3 чел.
- Пассажировместимость: от 55 до 117 чел.
- Длина: 33,63 м
- Размах крыла: 43,05 м
- Высота: 11,66 м
- Площадь крыла: 164,34 м²
- Масса пустого: 37875 кг
- Максимальная взлётная масса: 66134 кг
- Силовая установка: 4 × ПД Pratt & Whitney R-4360 Wasp Major
- Мощность двигателей: 4 × 3500 л. с.

Лётные характеристики
- Максимальная скорость: 604 км/ч
- Крейсерская скорость: 547 км/ч
- Практическая дальность: 6759 км
- Практический потолок: 9755 м

## Аварии и катастрофы
За время эксплуатации было потеряно 11 самолётов
| Дата       | Бортовой номер | Место происшествия                                                                              | Жертвы/на борту | Краткое описание |
| ---------- | -------------- | ----------------------------------------------------------------------------------------------- | --------------- | --- |
| 12.09.1951 | N31230         | близ Редвуд-Сити (штат Калифорния, США)                                                         | 3/3             | Отказ двигателя № 4 |
| 29.04.1952 | N1039V         | 281 миль (520 км) от Каролина (Бразилия)                                                        | 50/50           | Отделение двигателя № 2 |
| 27.07.1952 | N1030V         | Рио-де-Жанейро (Бразилия)                                                                       | 1/27            | Вынужденная посадка, разгерметизация над Атлантическом океаном.                                                                                 |
| 25.12.1954 | G-ALSA         | Глазго Прествик (Шотландия)                                                                     | 28/36           | Посадка до ВПП, ошибка экипажа. |
| 26.03.1955 | N1032V         | Тихий океан, 35 миль (56 км) западнее побережья Орегона (США)                                   | 4/23            | Вынужденное приводнение, отказ воздушного винта № 3, отделение силовой установки.                                                               |
| 5.08.1955  | N74601         | Мидуэй, Чикаго (штат Иллинойс)                                                                  | 0/68            | Выкатился за ВПП, ошибка экипажа. |
| 2.04.1956  | N74608         | залив Пьюджет, 4,7 морские мили (8,7 км) ЮЗ аэропорта Сиэтл—Такома, округ Кинг (штат Вашингтон) | 5/38            | Вынужденное приводнение, экипаж убрал закрылки и чуть снизил мощность двигателей, когда вдруг появилась сильная болтанка и стало уводить влево. |
| 16.10.1956 | N90943         | Тихий океан, между Гонолулу и Сан-Франциско                                                     | 0/31            | Вынужденное приводнение, отказ воздушного винта № 1 и двигателя № 4.                                                                            |
| 7.11.1957  | N90944         | Тихий океан, 940 миль (1510 км) восточнее Гонолулу (территория Гавайи)                          | 44/44           | Вынужденное приводнение. |
| 2.06.1958  | N1023V         | Манила (Филиппины)                                                                              | 1/57            | Выкатился за ВПП, сломалась стойка шасси. |
| 10.04.1959 | N1033V         | Джуно (штат Аляска, США)                                                                        | 0/10            | Столкнулся с насыпью |
| 9.07.1959  | N90941         | Токио-Ханэда (Япония)                                                                           | 0/59            | Посадка без выпуска шасси |
| ??.08.1967 | N90942         | Мохаве (штат Калифорния, США)                                                                   | н. д./н. д.     | Столкновение на земле. |
| ??.08.1967 | N402Q          | Мохаве (штат Калифорния, США)                                                                   | н. д./н. д.     | Столкновение на земле. |